# János Hadik
János Graf Hadik von Futak (auch Johann Graf Hadik von Futak, * 23. November 1863 in Pálóc, Königreich Ungarn; † 10. Dezember 1933 in Budapest) war ein ungarischer Politiker und von 29. bis 31. Oktober 1918 kurzfristig Ministerpräsident Ungarns.

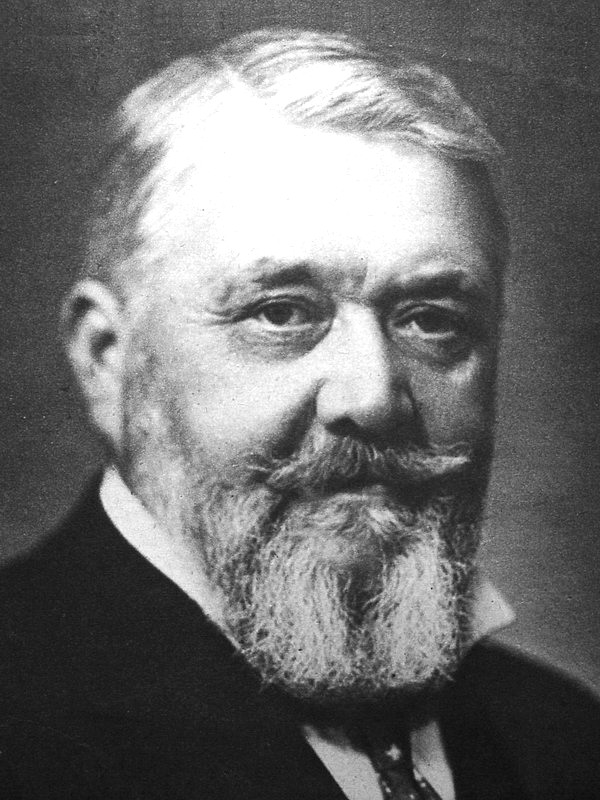
János Hadik

## Leben
Hadik war ein Urenkel von Andreas Hadik von Futaks erstem Sohn Johann. Er absolvierte die Theresianische Militärakademie und wurde Oberleutnant der Kavallerie. 1893 quittierte er den Dienst und heiratete Gräfin Alexandra Zichy, mit der er vier Kinder bekam. 1894 wurde Hadik Mitglied des ungarischen Magnatenhauses und trat in dieser Position für eine Kirchenreform mit einer Trennung von Kirche und Staat ein. Seit 1901 war er als Mitglied der Liberalen Partei Abgeordneter im Budapester Reichstag. 1906 bis 1910 war Hadik in der Koalitionsregierung von Sándor Wekerle Staatssekretär im Innenministerium und damit engster Mitarbeiter und Anhänger von Innenminister Gyula Andrássy.
Vorübergehend zog er sich aus der Politik zurück und wurde schließlich von August 1917 bis Januar 1918 Minister ohne Portfolio, zuständig für die Lebensmittelproduktion und -verteilung während des Ersten Weltkrieges.
Entgegen den allgemeinen Erwartungen ernannte am Ende des Krieges König Károly, unter dem Einfluss von Andrássy nicht Mihály Károlyi, sondern Hadik zum Ministerpräsidenten, worauf am 28. Oktober eine Massendemonstration in Budapest gewaltsam aufgelöst wurde. Nach der daraufhin ausbrechenden Asternrevolution trat Hadik zurück und floh außer Landes. Am 31. Oktober ernannte der mit königlicher Vollmacht ausgestattete Erzherzog Joseph August von Österreich schließlich Károlyi zum Ministerpräsidenten. Nach dem Krieg übte Hadik noch mehrere Funktionen in Wirtschaft und Politik aus.